# Jordränta (teori)
Jordränta är ett begrepp inom nationalekonomi, med vilket Adam Smith och många andra nationalekonomer (bland dem främst James Anderson) avsåg den avgift som en arrendator av jord regelbundet kunde erlägga eller faktiskt erlade till jordägaren. Det innebar jordegendomens bruttoavkastning med avdrag av samtliga produktionskostnader inklusive ersättning för arrendatorns eget arbete.
Den jordränteteori som omfattades framställdes i skrift nästan samtidigt (1815) till största delen av de brittiska nationalekonomerna West, Malthus, Torrens och Ricardo. Ricardo är den som främst sammankopplas med jordränteteorin. Ricardos teori har dock senare väsentligt utvecklats i synnerhet av von Thünen och i viss mån modifierats genom arbeten av von Liebig.

## Jordränteteorin
Jordränteteorin var en protest från Ricardo mot spannmålslagarna. Att förhindra import av spannmål innebar enligt honom att den sämre jorden skulle behöva tas i bruk, då den bördiga jorden var begränsad, vilket skulle leda till lägre jordränta. Sämre jord gav lägre intäkter men kostnaderna för att bruka den var samma som för bättre jord.
Så länge det fanns jord att tillgå i praktiken i obegränsad mängd, det vill säga för befolkningens alla kända, beaktade och förutsedda behov, kostade obrukade delar som regel ingenting. Även om all jord från början förklarats vara statsegendom där särskilda områden med full äganderätt uppläts till enskilda personer, så skedde detta mestadels gratis eller till ett pris som knappt kunde betraktas som annat än en avgift för statens medverkan vid rättsöverflyttningen. En jordägare som ville sälja eller utarrendera odlad jord erhöll, så länge lika god och lika välbelägen ouppodlad jord kunde fås av staten, i regel betalning endast för de kostnader som blivit nedlagda för jordens uppodling, bebyggande etcetera.
Olika jordstycken lönade sig dock mycket olika med avseende på de kostnader som lades ned på jorden. Därför kunde ägare av bättre, det vill säga mer lönande jord erhålla en extra betalning utöver ersättningen för arbete och kapital även om mindre lönande jord ändå kunde erhållas gratis. Denna inkomst, som således inte kunde hänföras vare sig till arbetslön eller till kapitalränta, utan var en betalning för jordens ursprungliga nyttiga egenskaper kallades jordränta.
| Jordränta = 5 enheter  |
| Vinst = 20 enheter     |
| Löner = 25 enheter     |
| Jord av bästa kvalitet |

| Vinst = 20 enheter  |
| Löner = 25 enheter  |
| Andra klassens jord |

Ricardos teori om jordränta. Den del som överstiger vinsten ger jordränta. På grund av spannmålslagarna begränsades konkurrensen och den sämsta jorden gav en lika stor vinst som den bästa men ingen jordränta till jordägaren.
Existensen av jordränta upphävdes inte av att, som von Jacob och senare i synnerhet Carey framhöll, den bättre jorden ofta togs i bruk senare än den sämre. Olikheten i skilda jordarealers förmåga att ge avkastning på nedlagda kostnader gjorde sig i alla fall gällande så snart både bättre och sämre jord samtidigt var i bruk. Att mycket olika lönande jord användes berodde inte alltid på att all bättre jord redan hade tagits i bruk, eller åtminstone i besittning, utan kunde även bero på den så kallade jordproduktivitetslagen.
Numera är all jord som hör till ett jordbruk oupplösligt förenad med en fastighet och det går därför inte att i ett arrende bestämma vad som är jordränta och vad som är kapitalränta respektive kapitalvinst.